# Kele Okereke
Kele Okereke, född 13 oktober 1981 i Liverpool, är en brittisk musiker, känd som gitarrist och sångare i det engelska indierockbandet Bloc Party. 
Okereke har också gjort ett soloprojekt. Skivan "The Boxer" släpptes i juni 2010.
Han är homosexuell. Hans föräldrar är nigerianer. Han föddes i Liverpool, men växte upp i London.